# Carlo II di Brunswick
Carlo II di Brunswick (Braunschweig, 30 ottobre 1804 – Ginevra, 18 agosto 1873) fu duca di Brunswick-Lüneburg e sovrano del ducato di Braunschweig dal 1815 al 1830.

## Biografia

### I primi anni e la tutela del principe reggente del Regno Unito

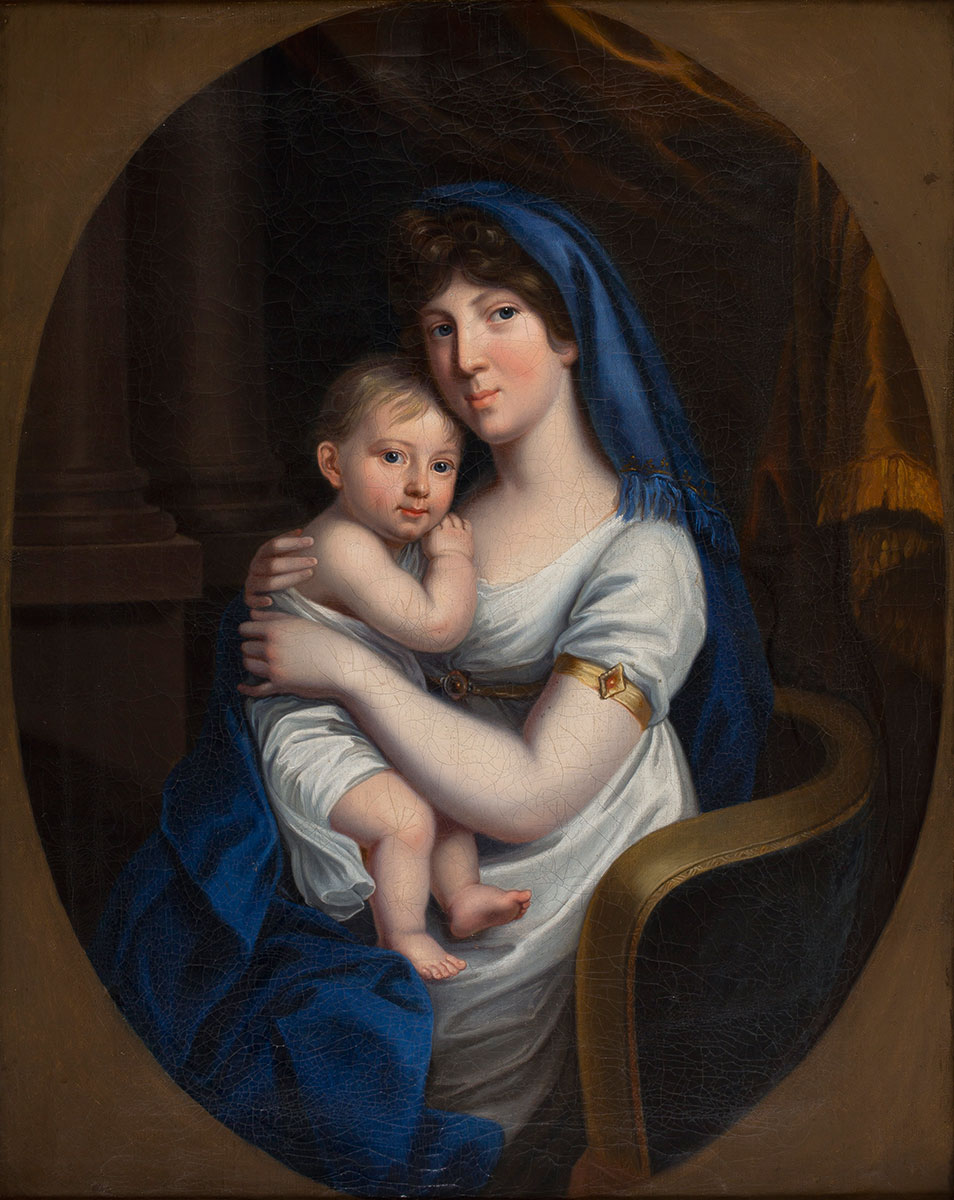
Maria Elisabetta Guglielmina di Baden col figlio Carlo di Brunswick infante

Carlo era il figlio maggiore di Federico Guglielmo di Brunswick e della moglie Maria, figlia del duca Carlo Luigi di Baden.
Carlo ereditò il ducato ed i domini della sua casata nel 1815, alla morte improvvisa del padre nella battaglia di Quatre Bras, ma, dal momento che non aveva ancora raggiunto la maggiore età, venne posto sotto la tutela dello zio Giorgio, principe reggente del Regno Unito e dell'Hannover, il quale gli assegnò come tutore personale Friedrich Wilhelm Alexander von Linsingen. Quando Carlo compì diciotto anni, nacque una disputa sulla data da definirsi "maggiore età"; Carlo pretendeva corrispondesse a 18 anni, mentre Giorgio considerava più prudentemente 21. Fu firmato un compromesso e Carlo ottenne la maggiore età a 19 anni, prendendo possesso del ducato il 30 ottobre 1823.

### Il governo del ducato e la caduta
Nel 1827 Carlo dichiarò nulle alcune leggi che erano state emanate nel periodo di reggenza dello zio, durante la sua minore età, il che causò l'ennesima disputa con l'Hannover. La Confederazione germanica, infine, dovette intervenire in questo conflitto, ordinando a Carlo di accettare tutte le leggi promulgate nel periodo di reggenza dello zio, cosa che il duca fece.
L'amministrazione del ducato da parte di Carlo fu percepita come corrotta, ancor più per la pomposità del duca che veniva chiamato popolarmente Diamantenherzog (il duca di diamante) per la sua passione per le pietre preziose. Quando nel 1830 scoppiò la Rivoluzione di luglio, Carlo era a Parigi; fece immediatamente ritorno a Brunswick, dove dichiarò la sua intenzione di reprimere anche il minimo tumulto rivoluzionario nel sangue. Ma il 6 settembre, mentre si trovava a teatro, fu attaccato dalla folla, che lo bersagliò di pietre usando delle fionde; il giorno successivo una gran folla tentò di entrare a palazzo. Carlo riuscì a fuggire, ma il palazzo fu completamente distrutto da un incendio provocato dai rivoltosi. Quando il fratello di Carlo, Guglielmo, giunse a Brunswick, il 10 settembre, fu ricevuto con tutti gli onori dalla popolazione. All'inizio fu considerato come reggente per conto del fratello, ma l'anno successivo venne riconosciuto come duca dalla Confederazione germanica. Carlo tentò numerose volte di deporre il fratello con la diplomazia e con la forza, ma questi tentativi furono inutili: nessun monarca europeo intendeva aiutarlo.

### Gli anni dell'esilio
Carlo trascorse il resto della sua vita fuori dai confini della Germania, dapprima in Spagna, poi in Inghilterra e in Francia, trascorrendo però gran parte dei suoi ultimi anni tra Parigi e Londra. Appassionatosi negli anni al gioco degli scacchi, divenne un giocatore di buona fama e nel 1858 sfidò (perdendo) il famoso campione americano Paul Morphy.
Dopo lo scoppio della guerra franco-prussiana, si spostò a Ginevra, dove morì nel 1873. Lasciò gran parte del proprio patrimonio alla città di Ginevra, che ancora oggi lo ricorda con un monumento commemorativo presso l'Hotel de la Paix, il Monumento a Carlo II di Brunswick.
Carlo non prese mai moglie e non ebbe quindi eredi.

## Antenati
|                                                      |                         |                                                | Genitori                                 |  |  | Nonni |  |  | Bisnonni                          |  |  | Trisnonni                                   |  |
|                                                      |                         |                                                |                                          |  |  |       |  |  | Carlo I di Brunswick-Wolfenbüttel |  |  | Ferdinando Alberto II di Brunswick-Lüneburg |  |
|                                                      |                         |                                                |                                          |  |  |       |  |  | Carlo I di Brunswick-Wolfenbüttel |  |  | Ferdinando Alberto II di Brunswick-Lüneburg |  |
|                                                      |                         | Antonietta Amalia di Brunswick-Wolfenbüttel    |                                          |  |  |       |  |  | Carlo I di Brunswick-Wolfenbüttel |  |  |                                             |  |
| Carlo Guglielmo Ferdinando di Brunswick-Wolfenbüttel |                         |                                                |                                          |  |  |       |  |  | Carlo I di Brunswick-Wolfenbüttel |  |  |                                             |  |
|                                                      |                         | Filippina Carlotta di Prussia                  | Federico Guglielmo I di Prussia          |  |  |       |  |  |                                   |  |  |                                             |  |
|                                                      |                         | Filippina Carlotta di Prussia                  | Federico Guglielmo I di Prussia          |  |  |       |  |  |                                   |  |  |                                             |  |
|                                                      |                         | Filippina Carlotta di Prussia                  | Sofia Dorotea di Hannover                |  |  |       |  |  |                                   |  |  |                                             |  |
| Federico Guglielmo di Brunswick                      |                         | Filippina Carlotta di Prussia                  |                                          |  |  |       |  |  |                                   |  |  |                                             |  |
|                                                      |                         | Federico, principe del Galles                  | Giorgio II di Gran Bretagna              |  |  |       |  |  |                                   |  |  |                                             |  |
|                                                      |                         | Federico, principe del Galles                  | Giorgio II di Gran Bretagna              |  |  |       |  |  |                                   |  |  |                                             |  |
|                                                      |                         | Federico, principe del Galles                  | Carolina di Brandeburgo-Ansbach          |  |  |       |  |  |                                   |  |  |                                             |  |
| Augusta di Hannover                                  |                         | Federico, principe del Galles                  |                                          |  |  |       |  |  |                                   |  |  |                                             |  |
|                                                      |                         | Augusta di Sassonia-Gotha-Altenburg            | Federico II di Sassonia-Gotha-Altenburg  |  |  |       |  |  |                                   |  |  |                                             |  |
|                                                      |                         | Augusta di Sassonia-Gotha-Altenburg            | Federico II di Sassonia-Gotha-Altenburg  |  |  |       |  |  |                                   |  |  |                                             |  |
|                                                      |                         | Augusta di Sassonia-Gotha-Altenburg            | Maddalena Augusta di Anhalt-Zerbst       |  |  |       |  |  |                                   |  |  |                                             |  |
| Carlo II di Brunswick                                |                         | Augusta di Sassonia-Gotha-Altenburg            |                                          |  |  |       |  |  |                                   |  |  |                                             |  |
|                                                      | Carlo Federico di Baden | Federico di Baden-Durlach                      |                                          |  |  |       |  |  |                                   |  |  |                                             |  |
|                                                      | Carlo Federico di Baden | Federico di Baden-Durlach                      |                                          |  |  |       |  |  |                                   |  |  |                                             |  |
|                                                      | Carlo Federico di Baden | Amalia di Nassau-Dietz                         |                                          |  |  |       |  |  |                                   |  |  |                                             |  |
| Carlo Luigi di Baden                                 | Carlo Federico di Baden |                                                |                                          |  |  |       |  |  |                                   |  |  |                                             |  |
|                                                      |                         | Carolina Luisa d'Assia-Darmstadt               | Luigi VIII d'Assia-Darmstadt             |  |  |       |  |  |                                   |  |  |                                             |  |
|                                                      |                         | Carolina Luisa d'Assia-Darmstadt               | Luigi VIII d'Assia-Darmstadt             |  |  |       |  |  |                                   |  |  |                                             |  |
|                                                      |                         | Carolina Luisa d'Assia-Darmstadt               | Carlotta di Hanau-Lichtenberg            |  |  |       |  |  |                                   |  |  |                                             |  |
| Maria Elisabetta Guglielmina di Baden                |                         | Carolina Luisa d'Assia-Darmstadt               |                                          |  |  |       |  |  |                                   |  |  |                                             |  |
|                                                      |                         | Luigi IX d'Assia-Darmstadt                     | Luigi VIII d'Assia-Darmstadt             |  |  |       |  |  |                                   |  |  |                                             |  |
|                                                      |                         | Luigi IX d'Assia-Darmstadt                     | Luigi VIII d'Assia-Darmstadt             |  |  |       |  |  |                                   |  |  |                                             |  |
|                                                      |                         | Luigi IX d'Assia-Darmstadt                     | Carlotta di Hanau-Lichtenberg            |  |  |       |  |  |                                   |  |  |                                             |  |
| Amalia d'Assia-Darmstadt                             |                         | Luigi IX d'Assia-Darmstadt                     |                                          |  |  |       |  |  |                                   |  |  |                                             |  |
|                                                      |                         | Carolina del Palatinato-Zweibrücken-Birkenfeld | Cristiano III del Palatinato-Zweibrücken |  |  |       |  |  |                                   |  |  |                                             |  |
|                                                      |                         | Carolina del Palatinato-Zweibrücken-Birkenfeld | Cristiano III del Palatinato-Zweibrücken |  |  |       |  |  |                                   |  |  |                                             |  |
|                                                      |                         | Carolina del Palatinato-Zweibrücken-Birkenfeld | Carolina di Nassau-Saarbrücken           |  |  |       |  |  |                                   |  |  |                                             |  |
|                                                      |                         | Carolina del Palatinato-Zweibrücken-Birkenfeld |                                          |  |  |       |  |  |                                   |  |  |                                             |  |